# Cniva
Cniva est un roi goth qui envahit l'Empire romain au milieu du IIIe siècle. Il pénétre en Mésie, met à sac la cité de Philippopolis, puis livre, en se retirant, la bataille d'Abrittus en 251 où est tué Dèce, premier empereur romain mort en combattant des barbares. Son successeur laisse partir Cniva avec son butin et en lui offrant un tribut pour qu'il ne revienne pas.

## Histoire
Cniva, franchit le Danube vers l'an 250 et fait de multiples incursions dans le nord des provinces romaines de Dacie et de Mésie,, envahit la Thrace et assiège puis saccage la ville de Philippopolis, à la tête d'un corps d'armée principal de 70 000 hommes. Ce déploiement de forces déclenche l'intervention de l'empereur romain Dèce et de son fils Herennius Etruscus, co-empereur avec son père, qui poursuivent les Goths et les attaquent.
À son arrivée devant la ville de Nicopolis ad Istrum qu'ils assiégent, les Goths abandonnent les lieux et font mouvement dans la direction de Philippopolis. Les armées romaines les poursuivent à marches forcées, à travers un terrain difficile, mais bientôt Cniva retourne ses troupes contre Dèce qui se croit encore éloigné de ses ennemis. Le camp romain est pris par surprise et Dèce s'enfuit en laissant derrière lui une armée défaite. Cniva met ensuite le siège devant Philippopolis, mais ne parvient à conquérir la ville qu'après une longue résistance : les vainqueurs massacrent la population (les chroniques parlent de cent mille victimes) et font plusieurs prisonniers de marque.
Le sac de Philippopolis fait réagir Dèce, auquel la longueur du siège a permis de préparer la contre-offensive. Il intercepte plusieurs unités venues de Germanie en renfort et fait consolider ses fortifications du Danube avant d'affronter les forces de Cniva. Les Romains, supérieurs en nombre, encerclent les Goths qui cherchent à se retirer hors de l'empire. Dèce, avide de revanche et sûr de sa victoire, les attaque près d'une petite ville appelée Forum Terebronii. Mais les lourdes légions s'embourbent dans un marécage et l'empereur Dèce ainsi que son fils Herennius Etruscus sont tués dans la bataille, restée connue sous le nom de bataille d'Abrittus.
Après les combats, Trébonien Galle, le successeur de Dèce à la tête des troupes romaines, laisse Cniva partir avec butin et prisonniers et fait aider les Goths à lever le camp. Il promet même de payer un tribut annuel à Cniva pour le dissuader d'envahir à nouveau l'empire.